# Nahema Temarii
Nahema Temarii (née fin 1990 ou en 1991) est une femme politique française de Polynésie, ancienne ministre des sports, de la jeunesse et de la prévention contre la délinquance dans le gouvernement Brotherson 2023(2023-2025). C'est également une ancienne cheffe d'entreprise.

## Biographie
Nahema Temarii grandit à Pirae et Faaone. Issue d'une famille recomposée, elle est l'aînée des neuf enfants de Reynald Temarii, ancien ministre des sports et ancien vice-président de la FIFA. Sa famille est engagée en politique, plutôt du côté autonomiste, notamment dans le parti Tahoera’a.
Elle est d'abord salariée dans la communication pendant 10 ans : elle travaille pour la FIFA (attachée de presse pendant la Coupe du monde de beach soccer 2013 ou la Coupe du monde des clubs de la FIFA 2021) et pour TNTV. En 2018, elle crée sa propre entreprise de communication et marketing, Wow Sense. Cette entreprise produit par exemple un programme de vidéos de coaching sportif, Tu’aro Fit, en 2021.
En 2023, à 32 ans, elle est nommée ministre des Sports, de la Jeunesse et de la prévention contre la délinquance par le président Polynésien Moetai Brotherson,. Pour elle, ces trois domaines sont liés, le sport et la vie associative permettant de lutter contre la délinquance. Elle ferme son entreprise pour se consacrer à sa charge de ministre.
Le 30 Juillet 2025 Nahema Temarii n'est plus  ministre des Sports, de la Jeunesse et de la prévention contre la délinquance  par décret du Président ,Moetai Brotherson,elle quitte son ministère des sports elle sera remplacée par Kainuu Temauri

## Décoration
- Médaille de la jeunesse, des sports et de l'engagement associatif, or (2025)[7].